# 베지터
베지터(일본어: ベジータ)는 일본의 만화와 애니메이션 작품인 《드래곤볼》의 서브 주인공격 인물이다. 베지터는 1988년 12월 19일 일본의 만화 주간 잡지사인 주간 소년 점프에 연재된 《드래곤볼》 204화 《안녕, 손오공(さようなら孫悟空)》에서 드래곤볼을 이용해 불사신이 되려는 악당으로서 첫 등장한다. 베지터는 드래곤볼의 주인공인 손오공과 같은 사이어인(サイヤ人)으로, 사이어인 종족의 왕자이다. 작품의 세계적인 인기에 힘입어, 대중에게 자주 회자되는 대표적인 주인공의 라이벌 캐릭터 중 하나이다.

## 작중 행적

### 드래곤볼

#### 사이어인 편
처음에는 내퍼와 함께 지구의 드래곤볼으로 불사신의 힘을 얻으려하고 지구를 파괴해버리려는 악당으로 등장. 손오공이 오기 전에 야무치, 챠오즈, 천진반, 피콜로가 사망. 달도 없이 거대 원숭이가 되버리는 바람에 손오공도 힘을 모두 써버려서 온 몸을 부스러뜨리는 파워를 보이나 야지로베에 의해 꼬리가 잘리고 원기옥에 맞아 치명상을 입게 돼서 후퇴한다.

#### 프리저편
회복하려고 혹성 프리저에 들르고 나메크성에 가서 드래곤볼을 차지하려고 손오반, 크리링과 임시로 손을 잡는다. 손오공이 기뉴 특전대의 기뉴 대장과 몸이 바꿔져도 그를 압도하는 파워를 보이고 기뉴에게 몸이 바뀔 위기를 보이나 손오공의 도움으로 탈출. 만신창이가 된 손오공을 회복캡슐에 회복시키는 동안 나메크성에 와서 한숨도 안자서 한숨 돌리던 중에 프리저의 기척에 깨고 드래곤볼을 빼돌린 꼬마들에게 분노. 프리저가 나타나서 대결하나 압도적인 공포를 느끼고 손오공의 눈 앞에서 눈물을 흘리고 그에게 부탁을 하고 죽음을 맞이한다. 지구의 드래곤볼로 "프리저에게 당한 사람들을 살려주셨으면 합니다."라는 소원으로 부활. "손오공과 프리저를 제외한 나메크성의 모든 사람들을 지구로 이동시켜주세요."라는 소원으로 지구에 도착. 얼마 후, 손오공이 드래곤볼 소원으로 돌아오지 않자 우주의 다른 별에서 수행하고 있음을 짐작해 부르마의 우주선을 타고 우주로 출발한다.

#### 인조인간 편
초반에 고된 수련을 하다가 결국, 슈퍼사이어인으로 변신한다. 슈퍼사이어인 상태에서 정신과 시간의 방에서 추가적인 수련을 하고 업그레이드 된 전투력으로 셀 2단계까지 아주 가볍게 제압하지만, 방심하여 셀 3단계로 진화할 기회를 주게 된다. 이후 셀 3단계에게는 큰 실력차이로 패배하게 되며, 오공과 오반 부자에게 바톤이 넘어간다. 마지막 오공과 오반이 부자 에네르기파를 사용할 때 셀에게 1방 먹이고 쓰러진다.

#### 마인부우 편
이후 더욱 강력한 적들이 나타나면서 차차 손오공의 라이벌이자 동료로 변화한다. 그러나 오랜만에 열리는 천하제일 무도회에서 바비디와 그의 부하들이 침략해서 막으러간다. 그러나 초반에는 정말쉽게 이기다가 오반이 데브라에게 당하는걸보고 한심하다고 한다.그후 일부러 바비디의 마법에 걸려서 "마인 메지터"가 되어버리고,오공에게 도전장을 내밀며 "나는 그저 예전의 파괴를 즐기는 왕자로 돌아가고 싶었을 뿐이다."라고 말한후 오공의 슈퍼사이어인2와 싸우다가 마인부우가 부활해 버리는 바람에 오공과 함께 마인부우를 저지하러가는줄 알았지만 일부러 오공을 방심하게 만든후 기절시키고 자신혼자서 마인부우를 저지하러간다. 그러나 마인부우와 싸우던도중,초반에는 부우를 압도하다가 후반에 분노한 부우에게 계속 밀리지만 나중에 오천과 트랭크스가 나타나서 베지터를 도와주고 베지터는 목숨을 건진다.그후에 트랭크스를 안아주며 "지금까지 니가 태어나고 한번도 너를 안아본적이 없구나."라고 말한후 "네 엄마를 지켜야한다."라고 말하고나서 트랭크스와 오천을 기절시킨후 피콜로에게 아이들을 데리고 가라고 한후,자신이 죽어도 오공을 만날수 있냐고 물었을 때 피콜로가 너는 지옥에가고 오공은 천국에 가기 때문에 절대 만날수 없다고한다.그말을 듣고 베지터는 마인부우를 없에기 위해 자폭을 하며 "안녕,부르마,트랭크스,그리고...카카로트"라고 말하며 자폭을한다.그후에 동상이 되었다가 저승에서 잠깐 이승으로왔을 때 오공과 합체하여 베지트가된후,마인부우의 몸속에 들어가서 합체가 풀린다. 그리고 마인부우가 순수한 악만 남은 모습이 되었을 때 오공이 부우와 싸우는걸 보다가 "힘내라 카카로트...네가 넘버원이다!"라고 말하고 목숨을걸고 오공이 체력을 회복할 시간을 벌어주고,오공이 원기옥을 만들때 자구사람들에게 원기를 보내라고 말한다.그후 다시 평화가 찾아오고 베지터도 평범한 삶으로 돌아간다.

### 드래곤볼 슈퍼

#### 파괴신 비루스 편
파괴신 비루스가 지구에 오게 되자, 베지터는 아버지가 비루스에게 복종하는 것을 생각해 화내지 않도록 기분을 맞춰주며 본인이 타코야끼를 만드는 굴욕을 맛본다. 그 후 부르마가 비루스에게 맞자 분노, 상대해보지만 어림도 없었다.

#### 부활의 F 편
손오공이 프리저에게 지자,
베지터가 프리저와 싸운다

#### 제6우주 편
프로스트때문에 오공이 당하고 베지터가 프로스트를 쓰러뜨린후 차례차례 전사들을 쓰러뜨리다가 히트에게 고작 몇방을 맞고 쓰러진다.

#### 미래 트랭크스 편
처음에는 미래로와서 오공블랙을 앞도하는줄 알았지만 오공블랙에게 겨우 1방만 맞고 쓰러져버린다. 그러나 다시 현재로와서 정말 극한의 수련을한뒤에 오공블랙을 정말로 앞도하지만 오공블랙의 분노에 당한다.그후에 트랭크스가 원기검으로 자마스를 쓰러뜨릴때 원기를 나누어 준다.

#### 우주 서바이벌 편
초반에는 오공과 마찬가지로 노멀상태로 싸우다가 점점 변신하더니 후반부에는 지렌과 싸우기 위해 진화블루를 선보이고,진화블루상태에서 자폭하여 각성한 톳포를 쓰러뜨린다.그후에 오공이 쓰러져있을 때 시간을 벌어주고 마지막에 오공에게 남아있던 기를주고 떨어진다.

#### 브로리 편
초반에 베지터가 노멀,슈퍼사이어인,슈퍼사이어인 갓 순서대로 싸우다가 결국 분노한 브로리에게 밀리고 나중에 오공이 싸울때 도와준다. 하지만 오공과 베지터가 함께 싸워도 밀려서 퓨전하여 쓰러뜨린다.

## 같이 보기
- 드래곤볼의 등장인물 목록